# Bijaći
Koordinaten: 43° 32′ 27″ N, 16° 17′ 14″ O
Bijaći ist eine antike Ruinenstätte bei Plano in Kroatien.

## Geschichte
Bijaći wurde im Jahre 100 von römischen Kriegsveteranen und Siedlern unter dem Namen Siculi gegründet, der Ort liegt zwischen Tragurium (Trogir) und der Kolonie Salona (Solin) im heutigen Plano.
Ab 700 wird Siculi unter der kroatischen Herrschaft geführt und in Bijaći umbenannt. Im 9. Jahrhundert wurde unter der Herrschaft von Fürst Trpimir I. eine frühchristliche Basilika, die Basilika der Hl. Marta, gebaut. Dort lag auch das Grab des Fürsten. Die Kirche wurde bis auf die Grundmauern zerstört.
Heute gibt es auf den Grundmauern nur eine kleine Kapelle, sie ist der Hl. Martha geweiht und steht im Hang, nördlich des Flughafens von Split. In der Nähe liegt ein römischer Friedhof.